# Trypoxylon attenuatum
Trypoxylon attenuatum é uma espécie de insetos himenópteros, mais especificamente de vespas pertencente à família Crabronidae.
A autoridade científica da espécie é F. Smith, tendo sido descrita no ano de 1851.
Trata-se de uma espécie presente no território português.